# Eisenbahnunfall von Müllheim

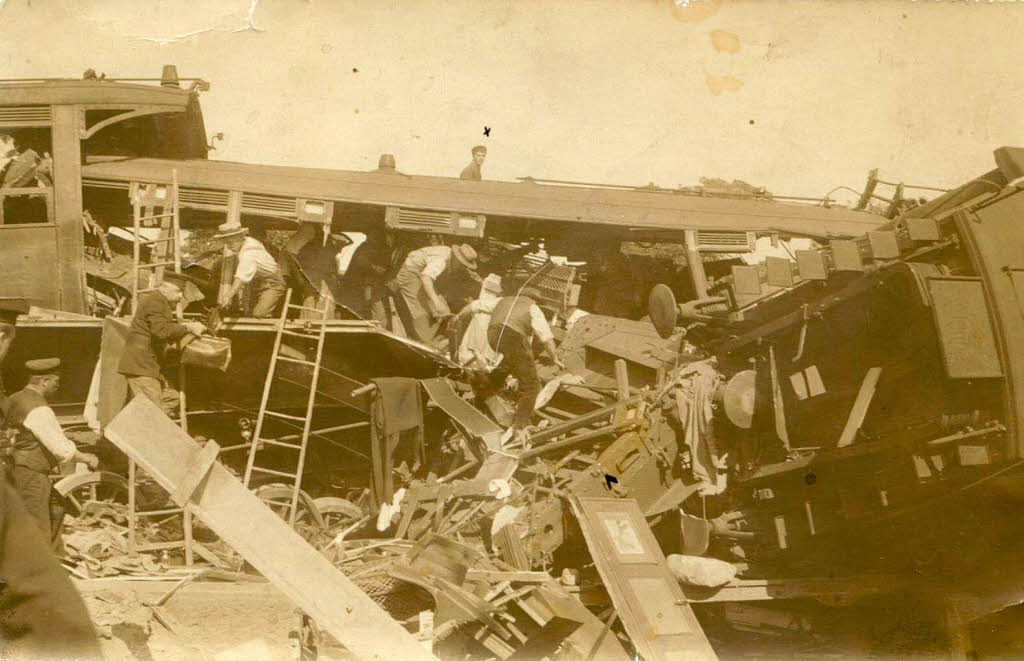
Nach dem Eisenbahnunfall von Müllheim halfen viele Bürger beim Bergen der Trümmer.

Bei dem Eisenbahnunfall von Müllheim am 17. Juli 1911 fuhr der Durchgangszug 9 von Mailand nach Berlin Anhalter Bahnhof mit stark überhöhter Geschwindigkeit in eine Baustelle im Bahnhof Müllheim (Baden) (heute: Müllheim im Markgräflerland) und entgleiste. Unter anderem waren 14 Tote und 32 zum Teil schwer Verletzte die Folge.

## Ausgangslage
Im Bahnhof Müllheim wurde die heute noch bestehende Bahnsteigunterführung gebaut. Im Baustellenbereich waren die Gleise verschwenkt. Deshalb war eine Langsamfahrstelle mit einer zulässigen Höchstgeschwindigkeit von 20 km/h eingerichtet worden.
Der aus Mailand kommende D 9 führte Kurswagen nach Hamburg und Bremen. Es herrschte bereits morgens jahreszeitengemäß warmes Sommerwetter. Der Lokomotivführer hatte aufgrund der Hitze viel getrunken, vor allem Wein und Bier. Solche alkoholischen Getränke wurden zu dieser Zeit als Erfrischungsgetränke betrachtet, obwohl die durch Alkohol ausgelösten Einschränkungen auch im Bahnbetrieb bereits durchaus bekannt waren. Bei den Preußischen Staatseisenbahnen war Alkoholkonsum während des Dienstes seit 1905 verboten.

## Unfallhergang

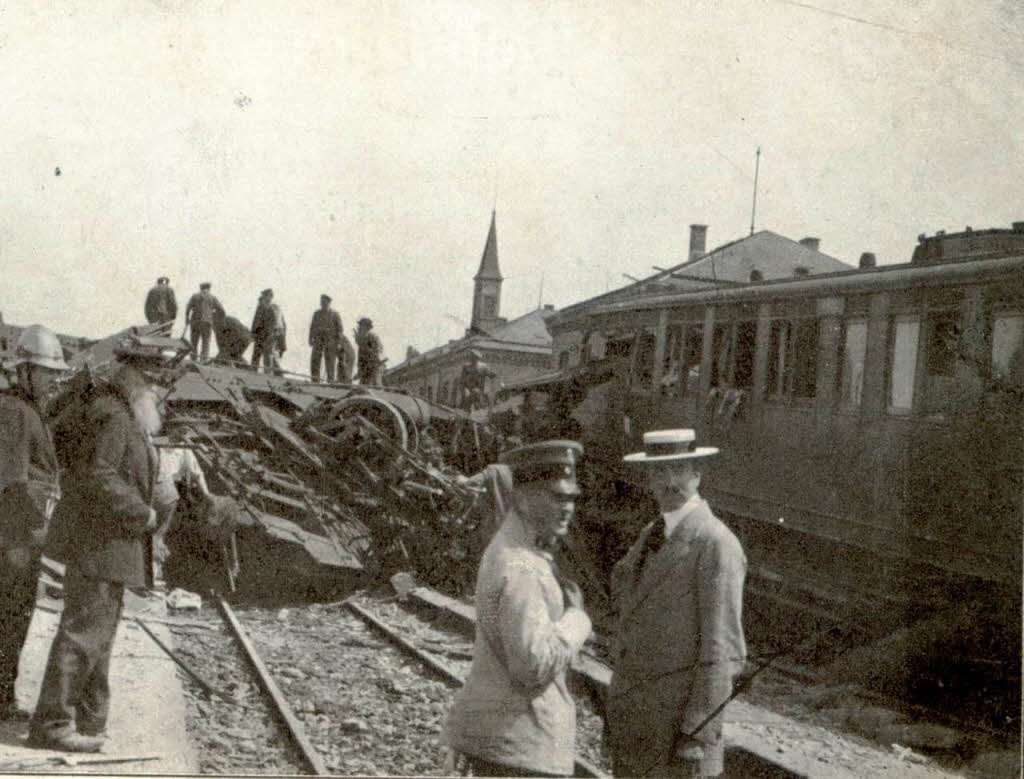
Die Personenwagen des Durchgangszugs wurden ineinandergeschoben.

Vor dem Bahnhof Müllheim war der Lokomotivführer des D 9 aufgrund seines Alkoholkonsums eingeschlafen. Der Zug fuhr gegen 8:30 Uhr mit 107 km/h viel zu schnell in die Baustelle. Zwar hatte der Lokomotivführer das Verhängnis im letzten Moment doch noch bemerkt und zu bremsen versucht, aber der Zug entgleiste größtenteils. Auch die Lokomotive entgleiste zuerst, fand dann aber die Spur wieder und stand so erstaunlicherweise wieder im Gleis. Allerdings kippten der Schlepptender und die folgenden Personenwagen um, die sich aufgrund ihrer kinetischen Energie ineinander schoben. Einer der Wagen stürzte in die Baugrube.

## Folgen
14 Tote und 32 zum Teil schwer Verletzte waren die Folge. Neun Menschen starben sofort, weitere fünf an den Folgen der erlittenen Verletzungen. Ersthelfer waren die Männer der Sanitätskolonne der Feuerwehr Müllheim, Militär der dort stationierten Garnison, Ärzte aus Müllheim, Badenweiler und Neuenburg am Rhein. Die Arbeiter, die an der Bahnsteigunterführung bauten, waren gerade in der Frühstückspause, als der Zug entgleiste.
In dem anschließenden Strafprozess ging es erstmals um die Frage, ob und gegebenenfalls wie Alkohol die Reaktionsfähigkeit einschränken und die Fahrtüchtigkeit vermindern kann, was damals völliges Neuland war. Verfahren zur Alkoholbestimmung im Blut gab es noch nicht. Das Gericht urteilte, dass der Alkohol Hauptursache dafür gewesen sei, dass der Lokomotivführer einschlief, und verurteilte ihn zu zwei Jahren und vier Monaten Gefängnis wegen fahrlässiger Tötung, fahrlässiger Körperverletzung und Transportgefährdung. Der Zugführer wurde zu sechs Monaten Gefängnis verurteilt.
Der Unfall löste erstmals eine heftige Kontroverse um die Wirkung von „Alkohol im Dienst“ aus.
Bereits wenige Tage später wurde von der damaligen Freiburger „Weltfilm“ ein kurzer Dokumentarfilm über das Zugunglück hergestellt.
Der als psychologischer Sachverständiger hinzugezogene Karl Marbe stellte in seinem Gutachten erstmals den Unfallverlauf in einem Weg-Zeit-Diagramm dar – eine heute gängige Methode. Zudem befasste er sich erstmals wissenschaftlich mit der Erscheinung der Reaktionszeit und kam zu dem Ergebnis, dass man dem Menschen eine Reaktionszeit von einer Sekunde zubilligen müsse. Der Begriff Schrecksekunde geht daher möglicherweise auf ihn und den Eisenbahnunfall von Müllheim zurück.

## Güterzugunfall 2011

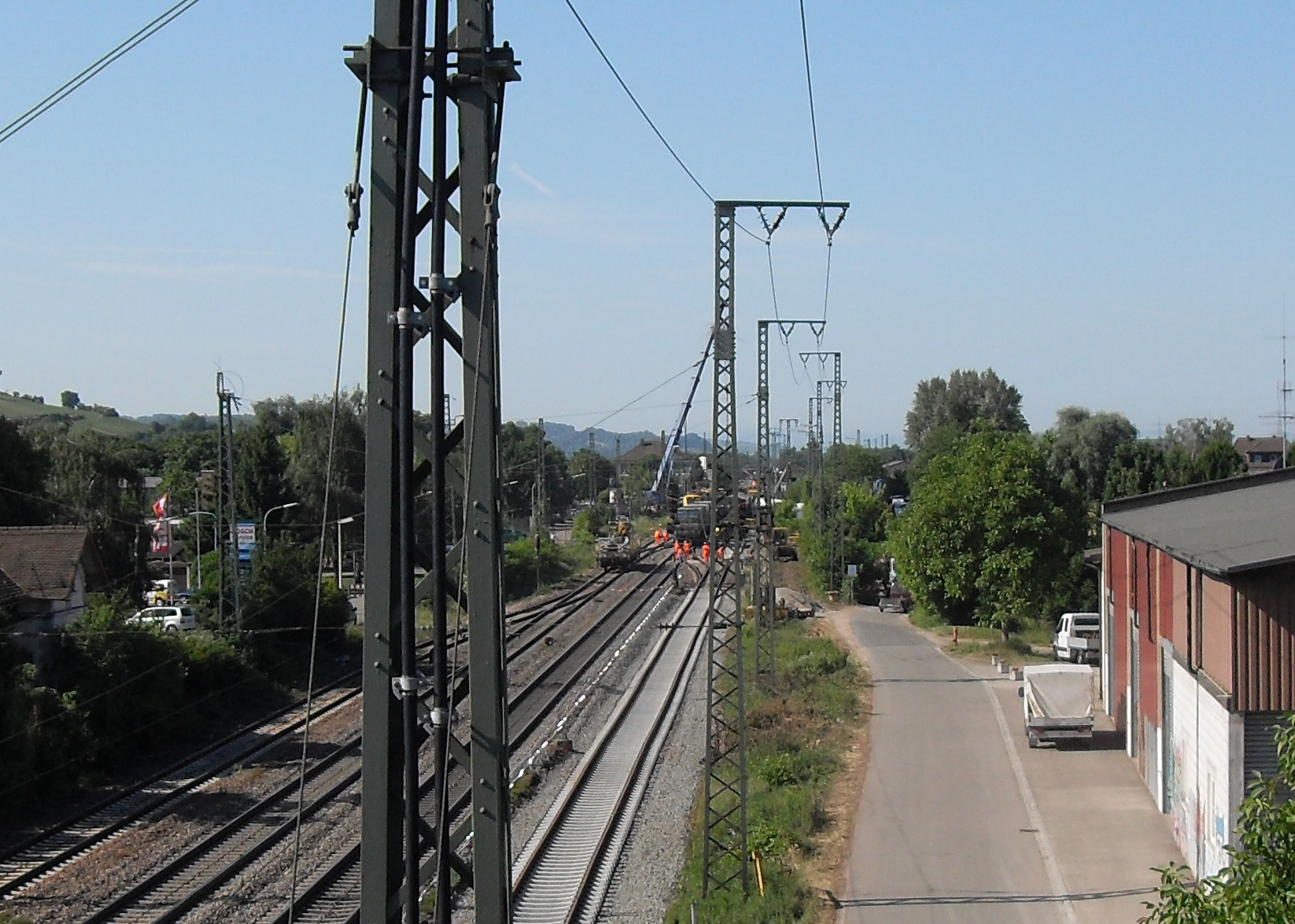
Bergungsarbeiten 2011

Am 20. Mai 2011 gegen 13:00 Uhr entgleisten 8 teilweise mit Gefahrgut beladene Wagen an einer Weiche vor dem Bahnhof Müllheim. Wegen eines Haarrisses war bereits 13 km vor dem Unglücksort eine Radachse an einem Schweizer Güterwagen gebrochen. Der aus 25 Wagen bestehende Güterzug kam aus Köln und war auf dem Weg nach Gallarate (Italien), was Erinnerungen an das Eisenbahnunglück von Viareggio vom Juni 2009 weckte. Von den auf den Bahnsteigen wartenden Personen kam niemand zu Schaden, da die entgleisten Wagen am Beginn der Personenbahnsteige zum Stehen kamen, auch eine größere Chemie-Katastrophe ereignete sich aufgrund glücklicher Umstände nicht. Der Fernverkehr auf der Rheintalbahn war für mehrere Tage unterbrochen. Ca. 300 Menschen in einem Umkreis von ca. 100 Metern um die Unglücksstelle wurden wegen Explosionsgefahr evakuiert. Der Unfall weckte, auch wegen des verhältnismäßig glimpflichen Verlaufs, ebenfalls Erinnerungen an einen Güterzugunfall im südlicher gelegenen Eimeldingen, bei dem am 1. April 1977 um 22:58 ein Schnellgüterzug entgleist war und sich 19 Wagen aus den Gleisen gehoben und ineinander verkeilt hatten.